# Ejlstrup
Ejlstrup is een plaats in de Deense regio Zuid-Denemarken, gemeente Odense. De plaats telt 1337 inwoners (2020).